# Puchar Świata Juniorów w saneczkarstwie 2024/2025
Sezon 2024/2025 Pucharu Świata Juniorów w saneczkarstwie rozpoczął się 5 grudnia 2024 r. we francuskim La Plagne, natomiast ostatnie zawody z cyklu zostały przeprowadzone 2 marca 2025 r. na torze w łotewskiej Siguldzie.
W trakcie sezonu 2024/2025 odbyły się dwie imprezy, na których rozdane zostały medale. W dniach 1–2 lutego 2025 r. w szwajcarskim Sankt Moritz zostały rozegrane mistrzostwa świata juniorów, natomiast podczas lutowych zawodów PŚJ w łotewskiej Siguldzie odbyły się jednocześnie mistrzostwa Europy juniorów.

## Kalendarz Pucharu Świata Juniorów
| Lp.    | Data               | Miejscowość  | Konkurencja                                           | 1. miejsce                                                               | 2. miejsce                                                                               | 3. miejsce                                                                               |
| ------ | ------------------ | ------------ | ----------------------------------------------------- | ------------------------------------------------------------------------ | ---------------------------------------------------------------------------------------- | ---------------------------------------------------------------------------------------- |
| 1. PŚJ | 5 grudnia 2024     | La Plagne    | Jedynki juniorek                                      | Anka Jänicke                                                             | Antonia Pietschmann                                                                      | Embyr-Lee Susko                                                                          |
| 1. PŚJ | 5 grudnia 2024     | La Plagne    | Jedynki juniorów                                      | Leon Haselrieder                                                         | Theo Downey                                                                              | Paul Socher                                                                              |
| 1. PŚJ | 5 grudnia 2024     | La Plagne    | Dwójki juniorek                                       | Niemcy Elisa-Marie Storch · Pauline Patz                                 | Włochy Alexandra Oberstolz · Katharina Kofler                                            | Łotwa Amanda Ogorodņikova · Selīna Zvilna                                                |
| 1. PŚJ | 5 grudnia 2024     | La Plagne    | Dwójki juniorów                                       | Niemcy Louis Grünbeck · Maximilian Kührt                                 | Niemcy Silas Sartor · Liron Raimer                                                       | Łotwa Raimonds Baltgalvis · Uldis Jakseboga                                              |
| 2. PŚJ | 6–7 grudnia 2024   | La Plagne    | Jedynki juniorek                                      | Anka Jänicke                                                             | Antonia Pietschmann                                                                      | Margita Sirsniņa                                                                         |
| 2. PŚJ | 6–7 grudnia 2024   | La Plagne    | Jedynki juniorów                                      | Leon Haselrieder                                                         | Dylan Morse                                                                              | Theo Downey                                                                              |
| 2. PŚJ | 6–7 grudnia 2024   | La Plagne    | Dwójki juniorek                                       | Niemcy Elisa-Marie Storch · Pauline Patz                                 | Włochy Alexandra Oberstolz · Katharina Kofler                                            | Łotwa Amanda Ogorodņikova · Selīna Zvilna                                                |
| 2. PŚJ | 6–7 grudnia 2024   | La Plagne    | Dwójki juniorów                                       | Łotwa Raimonds Baltgalvis · Uldis Jakseboga                              | Niemcy Louis Grünbeck · Maximilian Kührt                                                 | Niemcy Silas Sartor · Liron Raimer                                                       |
| 2. PŚJ | 6–7 grudnia 2024   | La Plagne    | Sztafeta mieszana juniorów                            | Niemcy Anka Jänicke · Niklas Zehner · Louis Grünbeck · Maximilian Kührt  | Austria Annina Grundböck · Paul Socher · Johannes Scharnagl · Moritz Schiegl             | Słowacja Viktória Praxová · Christián Bosman · Bruno Mick · Vratislav Varga              |
| 3. PŚJ | 20–21 grudnia 2024 | Winterberg   | Jedynki juniorek                                      | Anka Jänicke                                                             | Josephine Buse                                                                           | Embyr-Lee Susko                                                                          |
| 3. PŚJ | 20–21 grudnia 2024 | Winterberg   | Jedynki juniorów                                      | Noah Kallan                                                              | Marco Leger                                                                              | Leon Haselrieder                                                                         |
| 3. PŚJ | 20–21 grudnia 2024 | Winterberg   | Dwójki juniorek                                       | Niemcy Sarah Pflaume · Lina Peterseim                                    | Włochy Alexandra Oberstolz · Katharina Kofler                                            | Niemcy Lilly-Sophie Bierast · Leandra Claus                                              |
| 3. PŚJ | 20–21 grudnia 2024 | Winterberg   | Dwójki juniorów                                       | Niemcy Louis Grünbeck · Maximilian Kührt                                 | Niemcy Silas Sartor · Liron Raimer                                                       | Łotwa Raimonds Baltgalvis · Uldis Jakseboga                                              |
| 3. PŚJ | 20–21 grudnia 2024 | Winterberg   | Sztafeta mieszana juniorów                            | Niemcy Anka Jänicke · Marco Leger · Louis Grünbeck · Maximilian Kührt    | Austria Viktoria Gasser · Noah Kallan · Johannes Scharnagl · Moritz Schiegl              | Łotwa Margita Sirsniņa · Edvards Marts Markitāns · Raimonds Baltgalvis · Uldis Jakseboga |
| MŚJ    | 1–2 lutego 2025    | Sankt Moritz | 40. Mistrzostwa Świata Juniorów w Saneczkarstwie 2025 | 40. Mistrzostwa Świata Juniorów w Saneczkarstwie 2025                    | 40. Mistrzostwa Świata Juniorów w Saneczkarstwie 2025                                    | 40. Mistrzostwa Świata Juniorów w Saneczkarstwie 2025                                    |
| 4. PŚJ | 14–15 lutego 2025  | Oberhof      | Jedynki juniorek                                      | Antonia Pietschmann                                                      | Josephine Buse                                                                           | Margita Sirsniņa                                                                         |
| 4. PŚJ | 14–15 lutego 2025  | Oberhof      | Jedynki juniorów                                      | Marco Leger                                                              | Niklas Zehner                                                                            | Noah Kallan                                                                              |
| 4. PŚJ | 14–15 lutego 2025  | Oberhof      | Dwójki juniorek                                       | Niemcy Elisa-Marie Storch · Pauline Patz                                 | Włochy Alexandra Oberstolz · Katharina Kofler                                            | Niemcy Lilly-Sophie Bierast · Leandra Claus                                              |
| 4. PŚJ | 14–15 lutego 2025  | Oberhof      | Dwójki juniorów                                       | Stany Zjednoczone Marcus Mueller · Ansel Haugsjaa                        | Niemcy Silas Sartor · Liron Raimer                                                       | Niemcy Louis Grünbeck · Maximilian Kührt                                                 |
| 4. PŚJ | 14–15 lutego 2025  | Oberhof      | Sztafeta mieszana juniorów                            | Niemcy Antonia Pietschmann · Marco Leger · Silas Sartor · Liron Raimer   | Łotwa Margita Sirsniņa · Edvards Marts Markitāns · Raimonds Baltgalvis · Uldis Jakseboga | Stany Zjednoczone Talia Tonn · Aidan Mueller · Marcus Mueller · Ansel Haugsjaa           |
| MEJ    | 27–28 lutego 2025  | Sigulda      | 46. Mistrzostwa Europy Juniorów w Saneczkarstwie 2025 | 46. Mistrzostwa Europy Juniorów w Saneczkarstwie 2025                    | 46. Mistrzostwa Europy Juniorów w Saneczkarstwie 2025                                    | 46. Mistrzostwa Europy Juniorów w Saneczkarstwie 2025                                    |
| 5. PŚJ | 27–28 lutego 2025  | Sigulda      | Jedynki juniorek                                      | Zane Kaluma                                                              | Josephine Buse                                                                           | Antonia Pietschmann                                                                      |
| 5. PŚJ | 27–28 lutego 2025  | Sigulda      | Jedynki juniorów                                      | Fabio Zauser                                                             | Noah Kallan                                                                              | Marco Leger                                                                              |
| 5. PŚJ | 27–28 lutego 2025  | Sigulda      | Dwójki juniorek                                       | Niemcy Elisa-Marie Storch · Pauline Patz                                 | Włochy Alexandra Oberstolz · Katharina Kofler                                            | Polska Zuzanna Jędrzejczyk · Oliwia Dawidowska                                           |
| 5. PŚJ | 27–28 lutego 2025  | Sigulda      | Dwójki juniorów                                       | Stany Zjednoczone Marcus Mueller · Ansel Haugsjaa                        | Łotwa Raimonds Baltgalvis · Uldis Jakseboga                                              | Niemcy Louis Grünbeck · Maximilian Kührt                                                 |
| 5. PŚJ | 27–28 lutego 2025  | Sigulda      | Sztafeta mieszana juniorów                            | Niemcy Josephine Buse · Marco Leger · Louis Grünbeck · Maximilian Kührt  | Łotwa Zane Kaluma · Roberts Lazdāns · Raimonds Baltgalvis · Uldis Jakseboga              | Stany Zjednoczone Talia Tonn · Aidan Mueller · Marcus Mueller · Ansel Haugsjaa           |
| 6. PŚJ | 1–2 marca 2025     | Sigulda      | Jedynki juniorek                                      | Josephine Buse                                                           | Zane Kaluma                                                                              | Alexandra Oberstolz                                                                      |
| 6. PŚJ | 1–2 marca 2025     | Sigulda      | Jedynki juniorów                                      | Noah Kallan                                                              | Hannes Röder                                                                             | Marco Leger                                                                              |
| 6. PŚJ | 1–2 marca 2025     | Sigulda      | Dwójki juniorek                                       | Łotwa Marta Robežniece · Kitija Bogdanova                                | Niemcy Elisa-Marie Storch · Pauline Patz                                                 | Włochy Alexandra Oberstolz · Katharina Kofler                                            |
| 6. PŚJ | 1–2 marca 2025     | Sigulda      | Dwójki juniorów                                       | Stany Zjednoczone Marcus Mueller · Ansel Haugsjaa                        | Niemcy Louis Grünbeck · Maximilian Kührt                                                 | Łotwa Raimonds Baltgalvis · Uldis Jakseboga                                              |
| 6. PŚJ | 1–2 marca 2025     | Sigulda      | Sztafeta mieszana juniorów                            | Niemcy Josephine Buse · Hannes Röder · Louis Grünbeck · Maximilian Kührt | Łotwa Zane Kaluma · Edvards Marts Markitāns · Raimonds Baltgalvis · Uldis Jakseboga      | Austria Annina Grundböck · Noah Kallan · Johannes Scharnagl · Moritz Schiegl             |

## Klasyfikacje
| Miejsce | Zawodniczka         | LPG | LPG | WIN | OBE | SIG | SIG | Punkty |
| ------- | ------------------- | --- | --- | --- | --- | --- | --- | ------ |
| 1.      | Josephine Buse      | 6   | 7   | 2   | 2   | 2   | 1   | 451    |
| 2.      | Antonia Pietschmann | 2   | 2   | DNF | 1   | 3   | 7   | 386    |
| 3.      | Alexandra Oberstolz | 7   | 11  | 10  | 4   | 5   | 3   | 301    |
| 4.      | Anka Jänicke        | 1   | 1   | 1   | —   | —   | —   | 300    |
| 5.      | Laura Koch          | 4   | 5   | 4   | —   | 4   | 9   | 274    |
| 6.      | Margita Sirsniņa    | 28  | 3   | 11  | 3   | 23  | 4   | 265    |
| 7.      | Helena Trampe       | 5   | 6   | 19  | 5   | 7   | 15  | 254    |
| 8.      | Katharina Kofler    | 11  | 13  | 13  | 6   | 6   | 5   | 249    |
| 9.      | Annina Grundböck    | 10  | 10  | 6   | 17  | 12  | 6   | 228    |
| 10.     | Mona Schmidt        | 12  | 15  | 8   | 7   | 9   | 8   | 227    |
|         |                     |     |     |     |     |     |     |        |
| 27.     | Emilia Nosal        | 17  | 20  | 17  | 22  | —   | —   | 88     |
| 30.     | Oliwia Dawidowska   | 18  | 21  | —   | 18  | —   | —   | 66     |
| 36.     | Marlena Kądziołka   | —   | —   | —   | 23  | DNS | DNS | 18     |

| Miejsce | Zawodnik            | LPG | LPG | WIN | OBE | SIG | SIG | Punkty |
| ------- | ------------------- | --- | --- | --- | --- | --- | --- | ------ |
| 1.      | Leon Haselrieder    | 1   | 1   | 3   | 7   | 23  | 7   | 380    |
| 2.      | Noah Kallan         | —   | —   | 1   | 3   | 2   | 1   | 355    |
| 3.      | Marco Leger         | —   | —   | 2   | 1   | 3   | 3   | 325    |
| 4.      | Fabio Zauser        | 4   | 8   | 4   | 5   | 1   | DNS | 317    |
| 5.      | Hannes Röder        | 12  | 12  | 7   | 4   | 4   | 2   | 315    |
| 6.      | Paul Socher         | 3   | 7   | 6   | 6   | 13  | 14  | 274    |
| 7.      | Christián Bosman    | 6   | 4   | 11  | 12  | 10  | 5   | 267    |
| 8.      | Niklas Zehner       | 7   | 5   | 5   | 2   | DNS | DNS | 241    |
| 9.      | Philipp Brunner     | 8   | 6   | 10  | 10  | 12  | 9   | 235    |
| 10.     | Danyjił Marcinowski | 10  | 10  | 14  | —   | 5   | 4   | 215    |
|         |                     |     |     |     |     |     |     |        |
| 16.     | Michał Gancarczyk   | 22  | 22  | 23  | 23  | 11  | 13  | 138    |
| 18.     | Arkadiusz Trojga    | 9   | 14  | 13  | 13  | DNS | DNS | 127    |
| 26.     | Cyprian Dybalski    | 30  | 26  | —   | 27  | 17  | 22  | 83     |
| 31.     | Karol Warzybok      | 23  | 19  | —   | 20  | —   | —   | 61     |
| 40.     | Bartosz Dybalski    | 29  | 29  | DSQ | 31  | DNS | DNS | 34     |
| 43.     | Julian Kępiński     | 35  | 33  | —   | 29  | DNS | DNS | 26     |
| —       | Patryk Prechitko    | —   | —   | —   | —   | DNS | DNS | 0      |

| Miejsce | Zawodniczki                           | LPG | LPG | WIN | OBE | SIG | SIG | Punkty |
| ------- | ------------------------------------- | --- | --- | --- | --- | --- | --- | ------ |
| 1.      | Alexandra Oberstolz Katharina Kofler  | 2   | 2   | 2   | 2   | 2   | 3   | 495    |
| 2.      | Elisa-Marie Storch Pauline Patz       | 1   | 1   | DNF | 1   | 1   | 2   | 485    |
| 3.      | Sarah Pflaume Lina Peterseim          | 5   | 6   | 1   | 4   | 6   | 5   | 370    |
| 4.      | Amanda Ogorodņikova Selīna Zvilna     | 3   | 3   | 5   | 5   | 7   | DNF | 296    |
| 5.      | Zuzanna Jędrzejczyk Oliwia Dawidowska | 6   | 4   | —   | 7   | 3   | 4   | 286    |
| 6.      | Lina Riedl Anna Lerch                 | 4   | 5   | 4   | 6   | —   | —   | 225    |
| 7.      | Viktória Praxová Desana Špitzová      | 8   | 7   | 6   | 9   | DNS | DNS | 177    |
| 8.      | Marta Robežniece Kitija Bogdanova     | —   | —   | —   | —   | 4   | 1   | 160    |
| 9.      | Sadie Martin Brianna Gosnell          | —   | —   | —   | 10  | 5   | 6   | 141    |
| 10.     | Lilly-Sophie Bierast Leandra Claus    | —   | —   | 3   | 3   | —   | —   | 140    |
|         |                                       |     |     |     |     |     |     |        |
| —       | Marlena Kądziołka Nikola Smorońska    | DNS | DNS | —   | —   | —   | —   | 0      |

| Miejsce | Zawodnicy                             | LPG | LPG | WIN | OBE | SIG | SIG | Punkty |
| ------- | ------------------------------------- | --- | --- | --- | --- | --- | --- | ------ |
| 1.      | Louis Grünbeck Maximilian Kührt       | 1   | 2   | 1   | 3   | 3   | 2   | 510    |
| 2.      | Raimonds Baltgalvis Uldis Jakseboga   | 3   | 1   | 3   | 6   | 2   | 3   | 445    |
| 3.      | Silas Sartor Liron Raimer             | 2   | 3   | 2   | 2   | 5   | 6   | 430    |
| 4.      | Johannes Scharnagl Moritz Schiegl     | 4   | 4   | 4   | 4   | 9   | 8   | 321    |
| 5.      | Marcus Mueller Ansel Haugsjaa         | —   | —   | —   | 1   | 1   | 1   | 300    |
| 6.      | Jānis Gruzdulis-Borovojs Leo Lusts    | 6   | 5   | 6   | 7   | 8   | 7   | 289    |
| 7.      | Maksym Panczuk Andrij Muc             | 7   | 7   | DNF | 9   | 7   | 5   | 232    |
| 8.      | Nathan Bivins Wolfgang Lux            | —   | —   | 7   | 5   | DNF | 4   | 161    |
| 9.      | Wadym Mykiewycz Bohdan Babura         | 9   | 8   | 5   | —   | —   | —   | 136    |
| 10.     | Bruno Mick Viktor Varga               | 8   | 6   | —   | 8   | —   | —   | 134    |
|         |                                       |     |     |     |     |     |     |        |
| —       | Maksymilian Gutowski Patryk Prechitko | DNS | DNS | —   | —   | —   | —   | 0      |
| —       | Julian Kępiński Patryk Prechitko      | —   | —   | —   | —   | DNS | DNS | 0      |
| —       | Cyprian Dybalski Patryk Prechitko     | —   | —   | —   | DNS | —   | —   | 0      |

| Miejsce | Reprezentacja     | LPG | WIN | OBE | SIG | SIG | Punkty |
| ------- | ----------------- | --- | --- | --- | --- | --- | ------ |
| 1.      | Niemcy            | 1   | 1   | 1   | 1   | 1   | 500    |
| 2.      | Austria           | 2   | 2   | 4   | 6   | 3   | 350    |
| 3.      | Łotwa             | DSQ | 3   | 2   | 2   | 2   | 325    |
| 4.      | Stany Zjednoczone | —   | 4   | 3   | 3   | 4   | 260    |
| 5.      | Ukraina           | 4   | 5   | 7   | DNF | 5   | 216    |
| 6.      | Rumunia/ Gruzja   | —   | —   | 6   | 5   | 7   | 151    |
| 6.      | Polska            | 5   | —   | DSQ | 7   | 6   | 151    |
| 8.      | Słowacja          | 3   | —   | 5   | —   | —   | 125    |
| 9.      | Włochy/ Słowacja  | —   | —   | —   | 4   | —   | 60     |
| —       | Włochy            | DNS | —   | —   | —   | —   | 0      |